# Martin Wágner
Martin Wágner (* 14. června 1980, Praha) je současný český dokumentární fotograf, sběratel historických snímků a spoluzakladatel spolku 400 ASA (2018).

## Život a studia
Dětství prožil v pražských Strašnicích. Studoval Pražskou fotografickou školu a Střední odborné učiliště služeb v Praze 9, kde vyučoval mimo jiné doc. Aleš Kuneš. Absolvoval magisterský stupeň Institutu tvůrčí fotografie Slezské univerzity v Opavě (2013). Jeho manželka Světlana (* 1975) pochází ze Sibiře a mají syna Václava (2013).
Od dětství toužil po návštěvě zemí bývalého Sovětského svazu, na Podkarpatskou Rus se poprvé podíval v roce 1994. Od roku 1997 navštěvoval Rusko a Ukrajinu pravidelně, přičemž se soustředil na neturistické cíle. Fotografoval v místech bývalých sovětských gulagů (např. ve Vorkutě), v komunitách sibiřských starověrců, dále vulkanology na Kurilských ostrovech, transsibiřskou magistrálu, dobývání zlata v Partizansku, ropné vrty na Dálném Východě, sibiřské pastevce sobů, velrybáře na Čukotce, zamrzlý Bajkal, lov kachen na Angaře, plavbu zaoceánské nákladní lodi. Tamní motivy soustředil knihou Siberia (2019). Spolu s kolegy ze spolku 400 ASA Karlem Cudlínem a Janem Dobrovským se podílel na publikaci o Ukrajině Lost Europe (2020). Uspořádal četné samostatné či kolektivní výstavy. Po tři roky vedl fotografickou galerii v Kapli svatého Jana Nepomuckého na Jungmannově náměstí v centru Prahy (2003–2006). Opakovaně uspěl v soutěži Czech Press Photo, naposledy ji obeslal v roce 2011.
Postupně se zaměřil na sledování proměn české krajiny (Lom ČSA), pozůstatků jejího historického osídlení i geologické minulosti (cyklus Lovci zkamenělin) a na fotografování soudobého života (Včelaři).
Wágner provozuje grafické studio specializované na skenování, úpravu a profesionální tisk výstavních fotografií. Mezi jeho stálé klienty patří mimo jiné Karel Cudlín, Jiří Hanke nebo Dana Kyndrová. Zabývá se inovací postupů pro digitální zpracování negativů a společně s ing. Tomášem Mandysem vyvíjí přístroj pro rychlou digitalizaci 35 mm negativů.
Za tři desítky let získal na milion odložených snímků. Založil facebookovou stránku Negativy z popelnice a materiál osobně zachráněný před zapomněním připravil ke knižnímu vydání, které zrealizoval vlastním nákladem pod titulem Negativy z popelnice 1900–1945 v roce 2024. Původně soukromé památky se ve zpětném pohledu mění v nadosobní svědectví osudů obyvatel střední Evropy.

## Výstavy

### Samostatné výstavy (výběr)
- 2019 Vulkanologové, Galerie 1apůl, Praha, 18. prosinec 2019 až 15. leden 2020[3]

### Kolektivní výstavy (výběr)
- 2019 – 400 ASA: FOTOGRAFIE, Národní galerie, Praha, 1. březen – 8. září 2019[4]
- 2020 – 400 ASA: Prostě dokument, Galerie hlavního města Prahy, Dům fofografie, 4. února - 3. května 2020[5]

### Související stránky
- Seznam uměleckých spolků